# Campionati nordici di lotta 1996
I campionati nordici di lotta 1996 si sono svolti a Notodden, in Norvegia, il 4 maggio 1996.

## Podi

### Lotta greco-romana
| Evento        | Oro               | Argento            | Bronzo               |
| Fino a 48 kg  | Fariborz Besarati | Tommy Jensen       | ----                 |
| Fino a 52 kg  | Tero Katajisto    | Robert Sollie      | Bard Fornebo         |
| Fino a 57 kg  | Jon Rønningen     | Joel Carlsson      | Martti Uusi-Ranta    |
| Fino a 62 kg  | Usama Aziz        | Ismo Kamesaki      | Aigars Jansons       |
| Fino a 68 kg  | Petteri Meskanen  | Tryggve Gustavsson | Ole Petter Tveiten   |
| Fino a 74 kg  | Torbjörn Kornbakk | Roy Bakke Andersen | Marko Yli-Hannuksela |
| Fino a 82 kg  | Mattias Eriksson  | Tomi Rajamaeki     | Michael Lyyski       |
| Fino a 90 kg  | Tuomo Karila      | Martin Lidberg     | Vello Pärnpuu        |
| Fino a 100 kg | Jani Manni        | Hassan Torabi      | ----                 |
| Oltre 100 kg  | Mikael Ljungberg  | Juha Ahokas        | Helger Hallik        |